# Vo vlasti zolota
Vo vlasti zolota (Во власти золота) è un film del 1957 diretto da Ivan Konstantinovič Pravov.